# WTA Shenzhen
Das WTA Shenzhen (offiziell: Shenzhen Open) ist ein Damentennisturnier, das jeweils im Januar im Rahmen der WTA Tour in der chinesischen Stadt Shenzhen auf Hartplätzen ausgetragen wird. Es gilt daher als Vorbereitungsturnier auf die Australian Open.

## Siegerliste

### Einzel
| Jahr                         | Siegerin               | Finalgegnerin      | Ergebnis       |
| ---------------------------- | ---------------------- | ------------------ | -------------- |
| ↓ Kategorie: International ↓ |                        |                    |                |
| 2013                         | Li Na                  | Klára Zakopalová   | 6:4, 6:0       |
| 2014                         | Li Na                  | Peng Shuai         | 6:4, 7:5       |
| 2015                         | Simona Halep           | Timea Bacsinszky   | 6:2, 6:2       |
| 2016                         | Agnieszka Radwańska    | Alison Riske       | 6:3, 6:2       |
| 2017                         | Kateřina Siniaková     | Alison Riske       | 6:3, 6:4       |
| 2018                         | Simona Halep           | Kateřina Siniaková | 6:1, 2:6, 6:0  |
| 2019                         | Aryna Sabalenka        | Alison Riske       | 4:6, 7:62, 6:3 |
| 2020                         | Jekaterina Alexandrowa | Jelena Rybakina    | 6:2, 6:4       |

### Doppel
| Jahr                         | Siegerinnen                           | Finalgegnerinnen                      | Ergebnis         |
| ---------------------------- | ------------------------------------- | ------------------------------------- | ---------------- |
| ↓ Kategorie: International ↓ |                                       |                                       |                  |
| 2013                         | Chan Hao-ching Chan Yung-jan          | Iryna Burjatschok Walerija Solowjowa  | 6:0, 7:5         |
| 2014                         | Monica Niculescu Klára Zakopalová     | Ljudmyla Kitschenok Nadija Kitschenok | 6:3, 6:4         |
| 2015                         | Ljudmyla Kitschenok Nadija Kitschenok | Liang Chen Wang Yafan                 | 6:4, 7:66        |
| 2016                         | Vania King Monica Niculescu           | Xu Yifan Zheng Saisai                 | 6:1, 6:4         |
| 2017                         | Andrea Hlaváčková Peng Shuai          | Ioana Raluca Olaru Olha Sawtschuk     | 6:1, 7:5         |
| 2018                         | Irina-Camelia Begu Simona Halep       | Barbora Krejčíková Kateřina Siniaková | 1:6, 6:1, [10:8] |
| 2019                         | Peng Shuai Yang Zhaoxuan              | Duan Yingying Renata Voráčová         | 6:4, 6:3         |
| 2020                         | Barbora Krejčíková Kateřina Siniaková | Duan Yingying Zheng Saisai            | 6:2, 3:6, [10:4] |